# پینکیلونی
پینکیلونی (به اسپانیایی: Pinkilluni) یک کوه در پرو است که در منطقه موکگوا واقع شده‌است. پینکیلونی ۵٬۰۰۰ متر بالاتر از سطح دریا واقع شده‌است.